# PC Engine GT

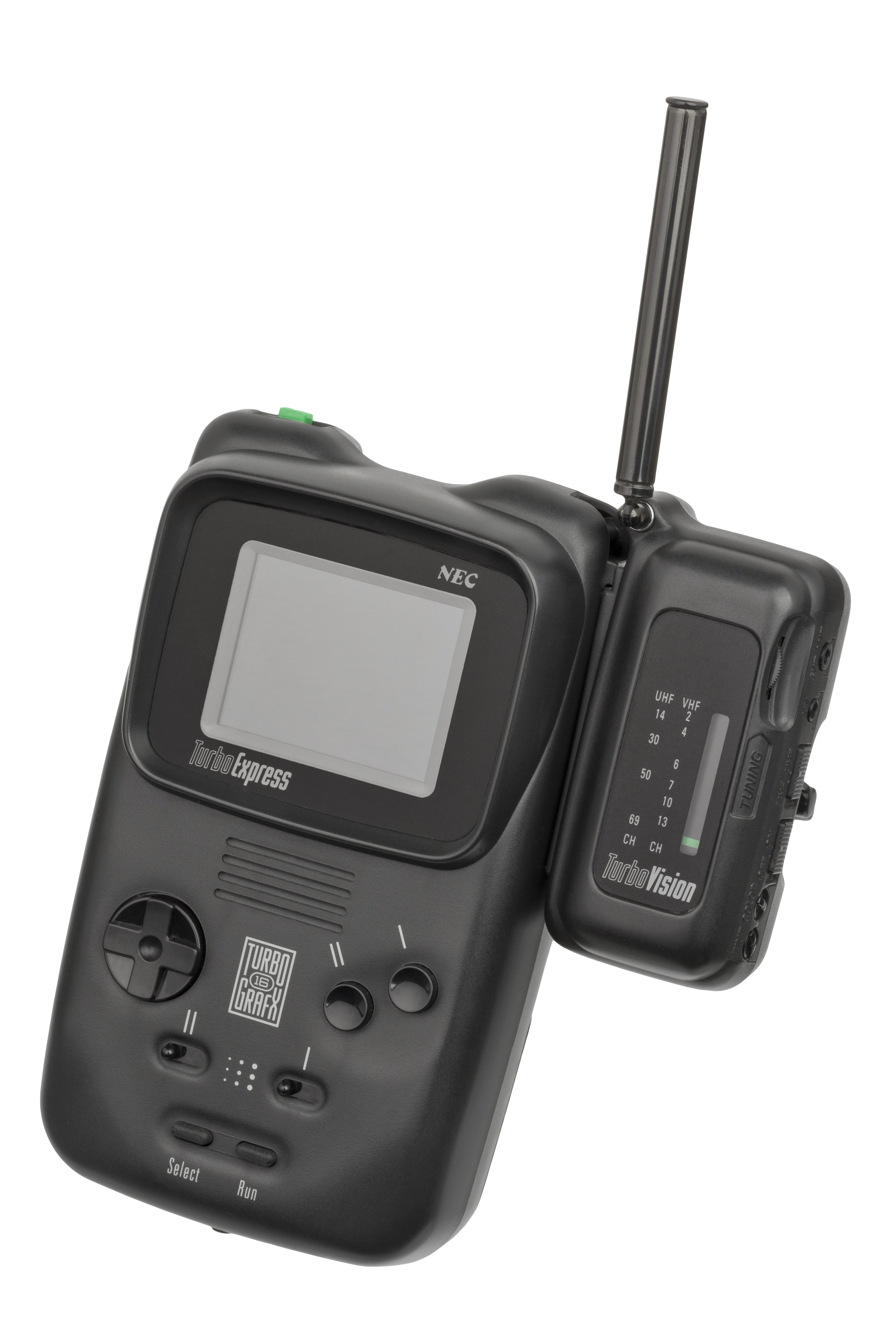
TurboExpress mit TV-Tuner

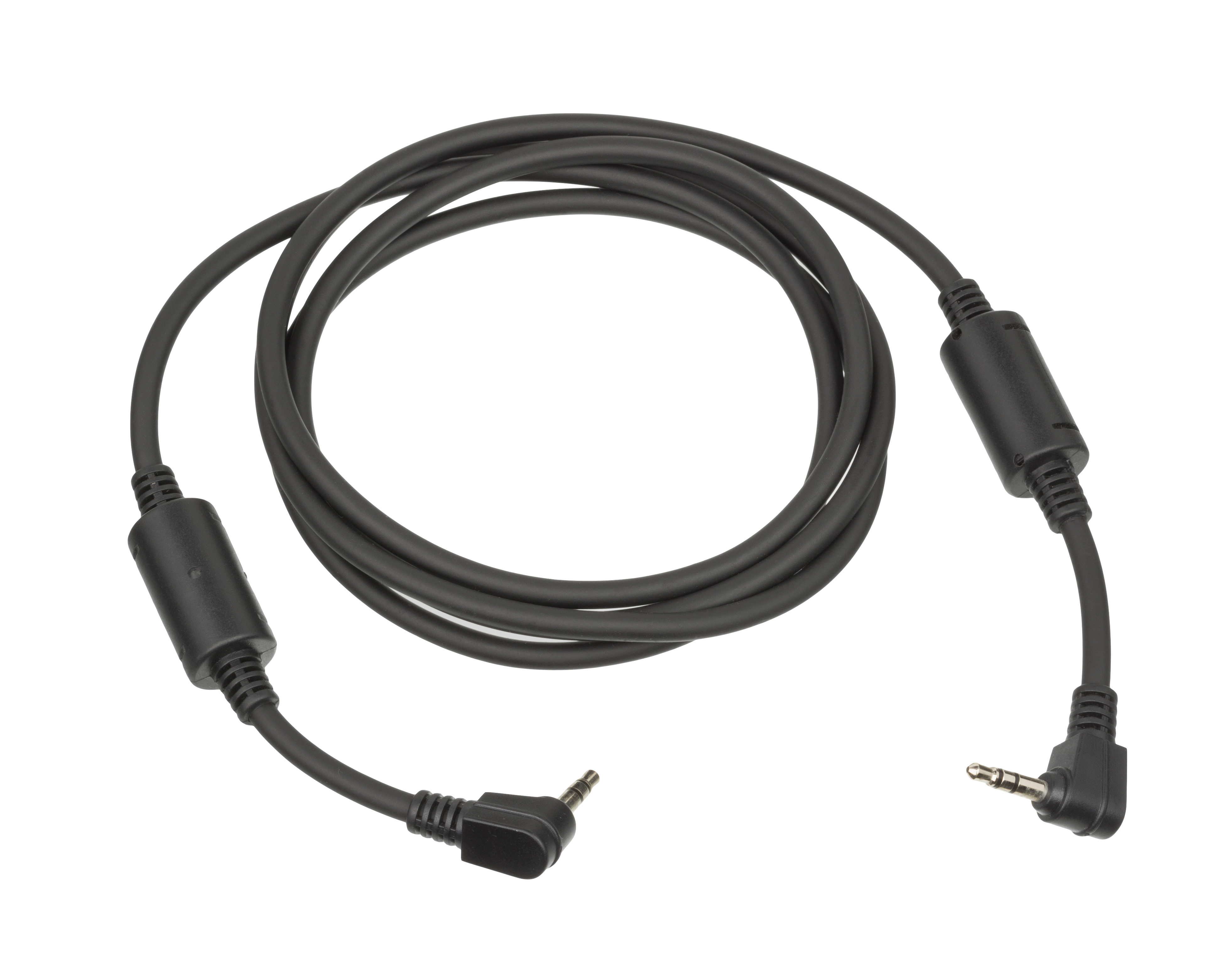
Verbindungskabel für Mehrspielerpartien

Das PC Engine GT (TurboExpress in den USA) ist eine tragbare Version (Handheld-Konsole) von NECs Spielkonsole PC Engine, die 1990 zum Preis von 249,99 USD veröffentlicht wurde. In Deutschland kostete die Importversion rund 700 DM und war damit mehr als doppelt so teuer wie Segas ohnehin schon von der Presse als teuer angesehener Game Gear.
Als fortschrittlichste Handheld-Konsole seiner Zeit war das PC Engine GT mit allen PC-Engine-Spielen kompatibel. Der Bildschirm ist so groß wie der des Game Boy und kann 64 Sprites gleichzeitig in 482 Farben darstellen. Das Gerät verfügt über 64 Kilobyte RAM und einer von Hudson Soft erweiterten Version des 6502, dem Hu6280 mit wahlweise 1,79 bzw. 7,16 MHz.
Über einen optionalen TV-Tuner lässt es sich als Videomonitor verwenden. Mit entsprechender Zusatzhardware sind Mehrspielerpartien für zwei Spieler möglich.
Die Konsole spielt eine Rolle im Film Der Staatsfeind Nr. 1; Will Smith erhielt das Gerät zusammen mit einer HuCard.